# Tar Gáspár
Tar Gáspár (Máramaros megye, 1791. április 11. – 1857. szeptember 23.) megyei főszámvevő.

## Élete
Tanulmányait Máramarosszigeten végezte. Jelen volt az 1825-1827-es pozsonyi országgyűlésen; 1827-ben Máramaros megye levéltárnokává választották. 1833-ban megyei főszámvevő lett, mely állásában haláláig működött.
Életrajzírója, Szilágyi István ezt írja róla: «Kötetekre mennek azok a munkálatok, följegyzések, melyeket ő maga és mások részére azon országgyűlés (1825) lefolyásáról készített. E naplók egyikének köszönhetjük azon nagyérdekű tanácskozások ismeretét, melyek 1825-ben a Magyar Tudományos Akadémiát gr. Széchenyi István adománya folytán létre hozták, ő tartotta fenn november 3-kán emlékezetét...»